# Ihráč
Ihráč (en allemand : Ludwigschacht ; en hongrois : Dallos ) est un village du district de Žiar nad Hronom, dans la région de Banská Bystrica, en Slovaquie.

## Histoire
La première mention écrite du village date de 1388.

## Démographie

### Évolution de la population
| Année:               | 1994. | 2004.   | 2014.   | 2024.    |
| -------------------- | ----- | ------- | ------- | -------- |
| Nombre de personnes: | 570   | 573     | 539     | 465      |
| Différence:          |       | +0,52 % | -5,93 % | -13,72 % |

| Année:               | 2023. | 2024.   |
| -------------------- | ----- | ------- |
| Nombre de personnes: | 473   | 465     |
| Différence:          |       | -1,69 % |